# 765 v.Chr.
Het jaar 765 v.Chr. is een jaartal volgens de christelijke jaartelling.

## Gebeurtenissen

### Klein-Azië
- Koning Argishte I van Urartu sticht de stad Malatya op de rechteroever van de Eufraat, nabij Syrië.

### Assyrië
- In het Assyrische rijk breekt een epidemie uit, koning Assur-dan III moet zijn veldtocht tegen de Arameeërs beëindigen.